# Gerd Binnig
Gerd Karl Binnig (* 20. července 1947, Frankfurt nad Mohanem, Německo) je německý fyzik a držitel čtvrtiny Nobelovy ceny za fyziku (1986) za vynález vzorkovacího tunelového mikroskopu (STM), jehož nástupcem je i mikroskopie atomárních sil (AFM). O cenu se dělí spolu s Heinrichem Rohrerem (1/4) a Ernstem Ruskou (1/2), který vynalezl elektronový mikroskop.
Binnig studoval na Goetheho univerzitě ve Frankfurtu fyziku (pro tu se rozhodl již v 10 letech), ale nebyl si jist správností své volby, speciálně studium teoretické fyziky jej neuspokojovalo. Zde obhájil svou dizertaci a získal v roce 1978 titul Ph.D. V témže roce ho jeho žena Lore Waglerová přesvědčila k přijetí práce v laboratořích IBM ve Švýcarsku, kde se podílel na vývoji STM společně s Rohrerem. V letech 1985–1986 se přesunul do Kalifornie, stále jako zaměstnanec IBM. Poté se stal na dva roky hostujícím profesorem Stanfordovy univerzity.

## K principu STM
Princip STM je založen na vlnovém charakteru elektronů, na který poprvé upozornil Louis de Broglie (rovněž nositel Nobelovy ceny). Malá sonda mikrometrových rozměrů s ultra ostrým hrotem se pohybuje ve vakuu podél povrchu vzorku a emituje proud elektronů. Sebemenší změna vzdálenosti sondy od povrchu je zaznamenávána. Je pak jen otázkou vhodného vzorkování povrchu a následné digitalizace jak pořídit třírozměrný obraz.

## Vybrané články
- Gerd Binnig und Heinrich Rohrer: Gerät zur rasterartigen Oberflächenuntersuchung unter Ausnutzung des Vakuum-Tunneleffekts bei kryogenischen Temperaturen, Europäische Patentanmeldung 0 027 517, Priorität: 20. September 1979 CH 8486 79
- Gerd Binnig, Heinrich Rohrer, C. Gerber und E. Weibel: Tunneling through a Controllable Vacuum Gap, Appl. Phys. Lett. 40, 178 (1982)
- G. Binnig, H. Rohrer, C. Gerber, E. Weibel: Surface studies by scanning tunneling microscopy. Phys. Rev. Lett. 49/1, S. 57 – 61 (1982)
- Aus dem Nichts. Über die Kreativität von Natur und Mensch. (1997), ISBN 3-492-21486-X